# Manda (kaiju)
Manda (マンダ Manda?) es un personaje ficticio creado por la compañía fabricante de película japonesa, Toho. Manda es una serpiente similar a un dragón chino con cuatro patas pequeñas y cuernos prominentes. Manda no tiene armas especiales, pero puede enrollar su cuerpo alrededor de un enemigo y aplastarlos como una serpiente lo hace. Manda también puede nadar muy rápido, puede respirar bajo el agua y además de tener una gran inteligencia.

## Orígenes
Manda era un dragón que vivía en el mar y era el guardián de Mu, un reino que quedó bajo el agua. Cuando el buque de guerra Gotengo (Atragon) atacó, Manda luchó contra él y envolvió su cuerpo alrededor de la nave, tratando de aplastarlo. Sin embargo, la descarga de electricidad del Gotengo impacto sobre Manda. Manda se desenvolvió y trato de nadar para alejarse de él. El Gotengo persiguió y disparó su rayo de congelación que impactó sobre Manda congelándolo.

### Serie Showa
Manda no fue congelado para siempre, reapareció en 1969 en la isla de los monstruos, junto con varios otros, como Godzilla, Rodan y Anguirus en Kaijū Sōshingeki. Pronto ese día, los extraterrestres llamados Kilaaks vinieron a la Tierra y tomaron el control de Manda y otros monstruos y los hicieron atacar las ciudades del mundo hasta que los hombres liberaron a los monstruos del control del control ajeno. Entonces, los monstruos fueron enviados a luchar contra el King Ghidorah, aunque Manda no luchó en la batalla y fue visto desde la barrera de contención junto a Varan y Baragon. Después de que Ghidorah fuera asesinado, Manda y los otros monstruos volvieron a Monsterland. 

### Serie Millennium
En la serie Millenium, Manda es el primer monstruo en ser asesinado en Godzilla: Final Wars, jugando un papel menor como un adversario de la nave Gotengo, recreando la pelea de la película Atragon también de Toho donde apareció por primera vez. Manda estaba envuelta alrededor del casco del Gotengo. Se las arreglan para librarse de él nadando en un volcán bajo el agua para ver si se podría tratar de repeler a Manda sobrecalentando el casco. El plan funciona, pero eso sólo logra dañar levemente a Manda, el que regresa para acabar con la nave Gotengo. El Gotengo entonces, a pesar de los daños, logran disparar el láser de congelación que, golpea Manda causando que se congele inmediatamente, a continuación, Gotengo utiliza su taladro para perforar fácilmente a través del ahora congelado Manda lo que causó que se rompiera en pedazos y muriera.
- Datos: Q2566738